# Загорье (Рава-Русская городская община)
Загорье (укр. Загір'я) — село в Рава-Русской городской общине Львовского района Львовской области Украины.
Население по переписи 2001 года составляло 77 человек. Занимает площадь 1,97 км². Почтовый индекс — 80318. Телефонный код — 3252.